# Kartik Kumar
Kartik Kumar (* 12. Mai 1999) ist ein indischer Leichtathlet, der sich auf den Langstreckenlauf spezialisiert hat.

## Sportliche Laufbahn
Erste internationale Erfahrungen sammelte Kartik Kumar im Jahr 2018, als er bei den Juniorenasienmeisterschaften in Gifu in 30:05,30 min die Bronzemedaille im 10.000-Meter-Lauf gewann. Anschließend gelangte er bei den U20-Weltmeisterschaften in Tampere mit 30:30,28 min auf Rang zwölf. 2023 nahm er an den Asienspielen in Hangzhou teil und gewann dort in 28:15,38 min die Silbermedaille hinter dem Bahrainer Birhanu Balew. Im Jahr darauf wurde er bei den Crosslauf-Weltmeisterschaften 2024 in Belgrad nach 30:09 min 45. im Einzelrennen. Nach einem positiven Dopingtest wurde er 2025 vorläufig gesperrt.
2021 wurde Kumar indischer Meister im 5000-Meter-Lauf sowie 2023 über 10.000 Meter.

## Persönliche Bestzeiten
- 5000 Meter: 13:48,59 min, 6. April 2022 in Thenhipalam
- 10.000 Meter: 28:01,90 min, 16. März 2024 in San Juan Capistrano